# 茄子 アンダルシアの夏
『茄子 アンダルシアの夏』（なす アンダルシアのなつ、英題：Nasu: Summer in Andalusia）は、マッドハウス制作による日本のアニメーション映画。黒田硫黄の短編漫画集『茄子』に収録された『アンダルシアの夏』を原作とする、自転車のロードレースを題材にした作品。2003年7月26日に全国の松竹と東急系列の映画館で公開された（配給はアスミック・エース）。
上映時間47分と一般的な映画の半分程度であることから、劇場公開当時チケットも通常の半額ということで話題になった。画面サイズはスタンダード・サイズで制作された。
2007年には宇都宮で行われるジャパンカップサイクルロードレースを舞台とした続編『茄子 スーツケースの渡り鳥』がOVAとして発売された。

## 概要
本作は日本アニメ界有数のサイクリストとして知られる高坂希太郎が監督・脚本・キャラクターデザイン・作画監督を務め、第56回カンヌ国際映画祭の監督週間に日本アニメとして初めて出品された作品である。高坂は『もののけ姫』や『千と千尋の神隠し』といったスタジオジブリ作品で作画監督を務めており、宮崎駿の右腕とも呼ばれていた。
製作委員会にはジブリ作品に多く関与する企業が多数加わっている。キャラクターデザインや作画のタッチもジブリ調で、レンタルビデオ店ではジブリアニメコーナーに置かれていることもあるが、本作の制作会社はマッドハウスであり、スタジオジブリは制作に一切関与していない。ただし、原作の漫画『茄子』はスタジオジブリの宮崎駿が大ファンと公言しており、『茄子』の単行本の帯に推薦文を書いたり、ジブリのスタッフが黒田硫黄にファンレターを送ったり黒田をジブリに招待していた由縁があった。『茄子』を高坂に読むように勧めたのも宮崎であったという。
声優を選出するにあたって、ジブリスタジオのスタッフに人気のあるテレビ番組『水曜どうでしょう』の出演者である大泉洋を主人公・ペペに起用した（以前にもジブリ作品でも声優を務めた経験がある）。同番組のディレクターである藤村忠寿と嬉野雅道の二人の出演も高坂は望んでいたが、日本テレビが製作委員会に名を連ねている関係で、ライバル局であるテレビ朝日系列に属する北海道テレビに籍を置く二人の出演は叶わなかった。続編OVAでは日テレが協賛から外れたため、3人揃っての出演が実現した。
また、劇中のテレビ実況・解説者として、当時日本テレビアナウンサーだった羽鳥慎一（現・フリーアナウンサー）、元自転車ロードレース選手の市川雅敏も参加している。
興行成績は好調とは言えない数字であり、監督の高坂は続編が作れることは思わなかったという。

## ストーリー
スペインの自転車ロードレース、ブエルタ・ア・エスパーニャを舞台に、主人公が解雇の危機や、かつての恋人と兄の結婚という複雑な思いを抱きながらも、プロロードレーサーとして「仕事」に取り組むさまを描く。
主人公ペペ・ベネンヘリは、ベルギーのビール会社「パオパオ・ビール」がスポンサーとなっているロードレースチームに所属するアシスト選手である。アンダルシアの故郷近くを走るステージ当日、折しもペペの兄・アンヘルとかつてのペペの恋人・カルメンの結婚式が行われていた。
大集団でのスロー走行が続く中、ペペは監督の指令でレース中盤にアタックを仕掛ける。これは、チームのエースであるギルモアをこのステージで勝たせるために、集団からギルモアを含む何人かの選手を引き連れて逃げ集団を形成し、最終的にギルモアを勝利させるため、逃げ集団のペースをさらに上げて集団内のライバルをふるい落とすことが目的であった。このアタックによって11人の先頭集団が形成される。
さらに再度ペペはアタックをかけるが、他の選手から危険な選手とは見なされていないペペの2度目のアタックには誰も反応せず、結果的にペペの単独での逃げになってしまう。ところが後続集団にさまざまなアクシデントが発生。さらにこのアクシデントによってギルモアがリタイアしたことにより、監督は作戦を変更。ペペに「そのまま逃げ切り、勝ちに行け」との指示を行う。結婚式を終えた新郎新婦と地元の人々は、ペペの活躍に胸躍らせ、彼を応援するためゴール地点へと急ぐ。
自らを信じてひたすら逃げ続けるペペ。一方、アクシデントから立ち直った後続集団もペースを上げてペペを追う。ゴール間近、ついにレースはペペを交えてのゴールスプリントにもつれ込み、写真判定の僅差でステージ勝者が決まった。

## 登場人物
ペペ・ベネンヘリ
本作の主人公。スペイン・アンダルシア州出身のサイクルロードレース選手。チーム・パオパオビール所属。ボトル運びや囮のアタックなど、エースのアシストがチーム内での主な仕事。以前のレースでエースのギルモアを巻き添えにクラッシュしたことがあり、スポンサーの覚えが悪い。
カルメン・パスカルドミンゲス
ペペの兄アンヘルの新妻。もともとはペペの恋人だったが、ペペが兵役に出ている間にアンヘルの恋人となった。
アンヘル・ベネンヘリ
ペペの兄。以前はアマチュアのロードレース選手として多くのタイトルを獲得した。
エルナンデス
アンダルシアの街道沿いでバル（酒場）を営む初老の男。アンダルシアを心から愛しており、故郷を捨てて外の世界へ出て行ったペペを口では非難しているが、内心では応援している。
フランキー
ペペの親友。アンダルシアから外へ出たいという願いを抱きながらも故郷から離れられずに暮らしており、外の世界で戦うペペに自分の夢を重ね合わせる。ペペと対極の立場にいる存在。原作の漫画には登場しない映画版オリジナルキャラクターである。
リベラおじさん
アンヘル・ペペ兄弟の叔父。2人が幼少の頃、1台のロードレーサーを買い与え、2人が自転車に熱中するきっかけを作った人物。下半身が不自由で、車椅子に乗っている。
ギルモア
チーム・パオパオビール所属のサイクルロードレース選手。ブエルタにおけるチームのエース。
サルバトーレ・チョッチ
チーム・サイコ所属のサイクルロードレース選手。ゴール前でのスプリント能力に長けている。なお、続編「茄子 スーツケースの渡り鳥」に登場するチョッチとは別人物。モデルはサエコ所属当時のサルバトーレ・コメッソ。
ザメンホフ
チーム・パメイレンガ所属のサイクルロードレース選手。レースでの駆け引きが得意。モデルはマペイ所属当時のアンドレア・タフィ。
ベザル
チーム・Pフォン所属のサイクルロードレース選手。スプリンターで、チーム・Pフォンのエース。モデルはT-モバイル所属当時のエリック・ツァベル。
エラスチン
チーム・ケルチオ所属のサイクルロード選手。モデルはケルメ所属当時のロベルト・エラス。劇中では総合首位に立っている。

## キャスト
- ペペ・ベネンヘリ：大泉洋
- カルメン：小池栄子
- エルナンデス：平野稔
- リベラおじさん：緒方愛香
- フランキー：平田広明
- 監督：坂口芳貞
- スルバラン：醍醐貢正
- ギルモア：佐藤祐四
- チョッチ：田中正彦
- ベザル：西凛太朗
- ザメンホフ：佐々木誠二
- ボロン：石井英明
- オリョーリ：小原雅一
- スポンサー：村田則男
- カルメンの母：竹口安芸子
- 神父：伊藤和晃
- 会場アナウンサー：渡辺寛二
- レポーターA：青山勝
- レポーターB：沢田冬樹
- 友人A：小林さやか
- 友人B：近藤隆
- 友人C：栗田圭
- 女A：甲斐田裕子
- 女B：山川琴美
- 実況アナウンサー：羽鳥慎一（当時日本テレビアナウンサー）
- レース解説者：市川雅敏（元プロロードレーサー）
- アンヘル：筧利夫

## スタッフ
- 原作：黒田硫黄 『茄子』より
- 監督・脚本・作画監督：高坂希太郎
- 演出：高橋敦史
- 作監補佐：三原三千雄
- 美術設定：池田祐二
- プロップデザイン：友永和秀
- 美術監督：田中直哉
- 撮影監督：白井久男、岸克芳
- 編集：瀬山武司、木村佳史子
- HD編集：梶田倫之、山本智也
- HD編集スタジオ：キュー・テック
- 音楽：本多俊之
- 音楽プロデューサー：岡田こずえ
- 音響監督：三間雅文
- 音響効果：倉橋静男（サウンドボックス）
- 音響演出：柏倉ツトム
- アフレコスタジオ：アオイスタジオ
- 音響制作：テクノサウンド
- デジタル光学録音：西尾昇
- エグゼクティブ・プロデューサー：椎名保
- プロデューサー：丸山正雄（マッドハウス）
- 制作：マッドハウス
- 制作協力：DR MOVIE、テレコム・アニメーションフィルム、OH!プロダクション、スタジオ・ファンタジア
- 特別協賛：日本自転車振興会
- 製作：「茄子 アンダルシアの夏」製作委員会（アスミック・エース、バップ、マッドハウス、東急レクリエーション、日本テレビ放送網、徳間書店）
- エンディングテーマ：「自転車ショー歌」（歌：忌野清志郎）

## エンディングテーマ
自転車ショー歌
作詞：星野哲郎 / 作曲：叶弦大 / 編曲：本多俊之・忌野清志郎 / 歌：忌野清志郎
エンディングテーマ「自転車ショー歌」は小林旭の「自動車ショー歌」の替え歌であり、自転車愛好家として知られる忌野清志郎が歌と編曲を担当した。作詞は原曲と同様に星野哲郎による新規書き下ろしである。これはペペ役の大泉が出演する『水曜どうでしょう』の企画「対決列島」の中で『自動車ショー歌』が使用され、それを監督が気に入ったことに由来する。続編『茄子 スーツケースの渡り鳥』でもエンディングテーマ曲に採用されている。
歌詞には原曲に倣い、自転車関連のメーカーやブランド名が駄洒落的にちりばめられている。
1番
コガ ミヤタ → コルナゴ → ビアンキ → プジョー → コメンサル → ルック → クライン → トマジーニ (Tommasini) → モールトン → バッタリン
2番
オルモ → スカピン → カンパ → キャノンデール → カッレラ (Carrera) → カザーティ (Casati) → アラン (自転車メーカー) → マヴィック → ジャイアント
3番
マルイシ → マジィ → バッソ → スピナジー (SPINERGY) → アマンダ (Amanda) → コロンバス → ムラーカ (MURACA)
4番
スペシャライズド → トレック → アンカー → デローザ → ジタン (自転車メーカー) → ピナレロ →→チネリ → コッピ → ボッテキア → オルベア

## エピソード

### 茄子のアサディジョ漬け
作品中にはアンダルシーア地方の名物として「茄子のアサディジョ漬け」が出てくるが、実際にはアンダルシア地方にこのような郷土料理は存在しない。原作者も認めている通り、最も近いものをアンダルシア付近で探しても、ラ・マンチャ地方のアルマグロの町に伝わる茄子の漬け物程度である。なお「茄子のアサディジョ漬け」のレシピは原作『茄子』第1巻巻末に記されている。

### 牛の看板
劇中に登場する大きな牛の看板（オズボーンの雄牛）は、かつてスペインのシェリー酒メーカーオズボーン・グループが広告看板として設置したものである。これらはその後の法律改正によって屋外広告が規制された際に撤去されることとなったが、既にスペインのランドスケープに欠かせない要素となっているとの意見が寄せられ、裁判所がメーカー名を抹消した上での存続を認めたものである。実際にブエルタなど、スペイン国内のレースでは、看板が中継に映ることがある。